# Mostly Autumn acoustic
Mostly Autumn acoustic is een ep van een gereduceerd Mostly Autumn. Opnamen vonden plaats, toen Mostly Autumn het voorprogramma verzorgde voor de Genesis Revisited-concerten van Steve Hackett.

## Musici
- Bryan Josh – akoestische gitaar, zang
- Olivia Sparnenn – zang
- Anne-Marie Helder – zang (track 6)

## Muziek
| Nr. | Titel                                  | Duur |
| --- | -------------------------------------- | ---- |
| 1.  | Simple ways (Josh)                     | 4:34 |
| 2.  | Evergreen (Heather Findlay, Josh)      | 6:32 |
| 3.  | The house on the hill (Sparnenn, Josh) | 5:35 |
| 4.  | Heroes never die (Josh)                | 4:43 |
| 5.  | Dressed in voices (Josh)               | 4:57 |
| 6.  | The rain song (Sparnenn)               | 6:25 |